# Банковская система Саудовской Аравии
Ба́нковская систе́ма Сау́довской Ара́вии — система кредитно-финансовых учреждений Королевства Саудовская Аравия, состоящая из Агентства денежного обращения Саудовской Аравии (SАМА) и 12-ти коммерческих банков и специальных банков развития, как государственных, так и частных, работающих по правилам как традиционного, так и исламского банковского дела, а также филиалов 11-ти иностранных банков. 

## История развития
Саудиты столкнулись с необходимостью создания национальной денежно-кредитной системы в конце 20-х годов XX века. В то время финансово-кредитные функции в Аравии осуществлялись экономическими субъектами двух типов: филиалами иностранных банков и так называемыми обменными дилерами. Первый филиал иностранного банка — Нидерландское торговое общество (ныне Саудовско-Голландский Банк (Saudi Hollandi Bank)) — был открыт в 1927 году в Джидде, затем в 1930-х годах были открыты филиалы индийской Al-Mu’in Trading Corporation и египетской Arif Namiani Corporation. Эти филиалы занимались исключительно финансированием экспортно-импортных операций, переводом денежных средств и обменом валют. Они не принимали средств во вклады и не выдавали кредитов в западном понимании этих операций и даже избегали употребления слова «банк» в своих наименованиях, что было связано с господством в Аравии исламской идеологии, осуждающей осуществление ростовщических операций. Вопросами, связанными с вкладами и кредитованием занимались как раз обменные дилеры, возникшие в 1940-х—1950-х годах. Являясь прототипами нынешних исламских банков, обменные дилеры выдавали формально беспроцентные ссуды, взимая при этом свою комиссию за обслуживание этой ссуды. Однако в основном обменные дилеры занимались торговлей иностранными валютами. Все эти финансово-кредитные учреждения концентрировались главным образом в городах Джидда и Мекка, поскольку деятельность их была связана в основном с обслуживанием паломников (что в 1920-е годы обеспечивало 75 % всех доходов Королевства), а также с осуществлением импортных операций.
Первый государственный орган Королевства, регулирующий налоговые и денежно-кредитные отношения, Генеральное финансовое агентство, был создан в 1932 году и в дальнейшем был преобразован в Министерство финансов Саудовской Аравии. Генеральному финансовому агентству было поручено выполнение функций центрального банка, включая чеканку денежных знаков. На начальном этапе своего существования Генеральное финансовое агентство оказывало минимальное влияние на финансовую сферу Королевства потому что, во-первых, в Саудовской Аравии еще не было единой денежной единицы (в стране наряду с риялом использовались валюты других арабских государств, в частности, Египта). Во-вторых, еще не существовало законодательной базы, регулирующей отношения в банковской сфере. В-третьих, источники бюджетных доходов были крайне скудны.

### Рождение национальной банковской системы
Резкое увеличение объёма экспортно-импортных операций и государственных доходов и расходов, последовавшие за обнаружением в 1939 году в Саудовской Аравии нефти, вызвало рост внутреннего спроса и на банковские услуги. В 1948—1959 годах в Джидде, Мекке, Медине и в Восточной провинции было открыто большое количество филиалов иностранных банков: Banque d'Indochine, British Bank of Middle East, National Bank of Pakistan, Misr Bank, Banque du Caire, First National City Bank и Banque du Liban. Однако эти банки занимали крайне малую долю розничной сферы банковских услуг, поскольку не получили популярности у религиозно настроенного мусульманского населения, враждебно воспринявшего осуждаемые Кораном приёмы европейского банкинга. Основную долю доходов им обеспечивали операции по финансированию экспортно-импортных операций. С трудом удалось даже установление стабильного обменного курса риала к доллару так как осуществление обменных операций с валютами, по мнению некоторых мусульманских богословов, также противоречило Корану. Более того, операции с бумажными деньгами также осуждались исламскими авторитетами как нечестивые, поэтому первые банкноты риала были эмитированы только в 1952 году и то вначале в виде чеков для паломников.
Начало 50-х годов XX века стало переломным в развитии саудовской банковской системы. Помимо введения бумажного рияла, в 1952 году был учреждён государственный орган с функциями центрального банка — Агентство денежного обращения Саудовской Аравии (араб. مؤسسة النقد العربي السعودي‎, англ. Saudi Arabian Monetary Agency, SAMA), а в 26 декабря 1953 года королевским указом был создан Национальный Коммерческий Банк — первый национальный банк, работающий к тому же по принципам европейского банкинга.

### Развитие финансового сектора при королеФейсале
Дальнейшее развитие финансовой системы Саудовской Аравии связано с именем короля Фейсала ибн Абд аль-Азиза (1964—1975). В период его правления Министерство финансов было подчинено напрямую королю, были урезаны государственные расходы и созданы специальные стабилизационные фонды, в которые производились регулярные отчисления от нефтяных доходов. При короле Фейсале было введено пятилетние планирование развития Королевства (с 1970 года) в целях поддержания экономического роста, снижения сырьевой зависимости экономики и диверсификации источники доходов бюджета. Для успешного достижения поставленных целей правительство занялось созданием и развитием инвестиционных инструментов. В этих же целях король Фейсал уделял большое внимание реформированию банковской системы, призванной решить задачу по аккумулированию денежных средств населения для их последующего инвестирования в экономику. К 1970 году в финансовом секторе Саудовской Аравии действовало уже 59 банков, в основном, с иностранным капиталом.

### «Саудизация» банковской системы
Целью начатой в 1976 году программы «саудизации» иностранных банков было изменение формы собственности филиалов и дочерних компаний иностранных банков, осуществлявших свою деятельность на территории Королевства. Для этого им предложено было преобразоваться в акционерные компании, причём основными акционерами их должны были стать подданные Саудовской Аравии. К 1980 году «саудизация» большинства иностранных банков была успешно реализована (последним был «саудизирован» филиал нью-йоркского First National City Bank (будущий Citicorp). К 1980 году количество банков в Королевстве выросло до 259-ти. В 1980-х годах саудовские банки начали открывать свои филиалы за рубежом: в Женеве, Лондоне, Стамбуле, Манаме, Бейруте и других городах. В самой Саудовской Аравии стали открываться структурные подразделения оффшорных компаний.
Одновременно с развитием банковских институтов активно развивался и рынок обменных дилеров: к 1980 году было зарегистрировано уже около 250 их отделений, причём 150 из них — в Джидде, Мекке и Медине. Обменные дилеры занимали высоко востребованный сектор финансового рынка, включавший в себя операции с иностранной валютой, и обменным дилерам для начала своей деятельности не требовалось получения лицензии. Всё это сделало их деятельность в финансовом плане более результативной, чем деятельность коммерческих банков.

### Последствия«Войны в заливе»
Вторжение иракских регулярных войск в Кувейт 2 августа 1990 года вызвало панику в финансовом секторе, поддавшись которой многие подданные Королевства начали переводить деньги за рубеж. Банковский сектор Саудовской Аравии от серьёзного кризиса спасли своевременные и слаженные меры Агентства денежного обращения (SAMA), в частности, посредством валютных депозитов была повышена ликвидность саудовских банков, что позволило вернуть доверие населения к национальной банковской системе.

## Банковское законодательство
- Валютный закон, утверждённый королевским указом № 6 от 01.07.1379 года хиджры (31.12.1959 г.)
- Закон о банковском контроле, утверждённый королевским указом M/5 от 22.02.1386 года хиджры (11.06.1966 г.)

## Специализированные государственные банки развития
В целях долгосрочного кредитования и субсидирования разных секторов экономики, включая мелкое предпринимательство и социальную сферу, правительством было создано шесть кредитно-финансовых институтов: Саудовский сельскохозяйственный банк, Саудовский фонд промышленного развития, Суверенный фонд Саудовской Аравии (Public Investment Fund), «Риал Эстейт Девелопмент Бэнк» (кредитование жилищного строительства) и Саудовский кредитный банк (нецелевое финансирование лиц с низким уровнем дохода). На 1986/87 финансовый год объем кредитов и финансирования, предоставленного этими учреждениями, составлял 166 402 млн. риялов, на 1991/92 финансовый год — 152 872 млн. риялов.

## Банки, оказывающие традиционные и исламские банковские услуги
В настоящее время банковская система Саудовской Аравии состоит из параллельно функционирующих традиционных и исламских кредитно-финансовых институтов (иногда в рамках одного и того же банка), позволяя подданным Королевства использовать уникальные возможности обеих систем. Родоначальником исламского банковского дела считается египтянин Ахмед аль-Наджар, который в 1969 году был вынужден эмигрировать в Саудовскую Аравию. Благодаря воспринятым Саудитами идеям египетского экономиста, Саудовская Аравия вскоре сделалась мировым центром исламского банкинга. В 1975 году начал работу международный Исламский банк развития со штаб-квартирой в г. Джидда, одной из главных стран-учредителей которого является Саудовская Аравия. Вскоре по инициативе принца Мухаммеда аль-Файсала ас-Сауда в Королевстве была создана Международная ассоциация исламских банков (в 1977 году), которая в 2000 году была преобразована во Генеральный совет исламских банков и финансовых институтов (General Council for Islamic Banks and Financial Institutions) со штаб-квартирой на соседнем Бахрейне. В настоящее время (2012 год) в Королевстве действую 12 национальных банков, оказывающих либо исключительно исламские банковские услуги, либо наряду с услугами традиционного банкинга. 
| Наименование                                                                 | Учреждение/реорганизация                                                                              | Основные виды деятельности | Структура собственности                                                                                        |
| ---------------------------------------------------------------------------- | --- | --- | --- |
| Национальный Коммерческий Банк (National Commercial Bank он же Al-Ahli Bank) | Указ Короля от 26.12.1953, в 1997 преобразован в акционерное общество                                 | только исламский банкинг | контрольный пакет акций принадлежит Public Investment Fund Министерства финансов Королевства                   |
| Саудовско-Британский Банк (Saudi British Bank, SABB)                         | 21 января 1978                                                                                        | коммерческий банкинг, исламский банкинг                                                                                                   | 40% акций принадлежит HSBC Holdings BV                                                                         |
| Саудовский Инвестиционный Банк (Saudi Investment Bank)                       | Указ Короля № M/31 от 23.06.1976                                                                      | коммерческий банкинг, исламский банкинг, инвестиционные и брокерские услуги                                                               | JPMorgan Chase, Mizuho Corporate Bank, государственные и частные учреждения Саудовской Аравии, физические лица |
| Alinma Bank                                                                  | | только исламский банкинг | |
| Banque Saudi Fransi (BSF)                                                    | Указ Короля № M/23 от 4.061977                                                                        | коммерческий банкинг, исламский банкинг                                                                                                   | аффилирован с французским Crédit Agricole                                                                      |
| Riyad Bank                                                                   | | коммерческий банкинг, исламский банкинг                                                                                                   | |
| Samba Financial Group (Samba)                                                | Указ Короля № M/3 от 12.02.1980; бывший Saudi American Bank, в 1999 объединился с United Saudi Bank   | коммерческий банкинг, исламский банкинг                                                                                                   | |
| Саудовско-Голландский Банк (Saudi Hollandi Bank, SHB)                        | основан в 1926 под названием «Netherlands Trading Society», преобразован в Saudi Hollandi Bank в 1977 | коммерческий банкинг, исламский банкинг                                                                                                   | |
| Al Rajhi Bank                                                                | 1957                                                                                                  | только исламский банкинг | крупнейшие акционеры: братья Салих и Сулейман Абд ал-Азиз аль-Раджхи                                           |
| Арабский Национальный Банк (Arab National Bank)                              | Указ Короля № M/38 от 1979                                                                            | коммерческий банкинг, исламский банкинг, консалтинговые и инвестиционные услуги, взаимные фонды, управление активами, казначейские услуги | |
| Bank AlBilad                                                                 | Указ Короля № 48/M от 4.11.2004                                                                       | только исламский банкинг | |
| Bank AlJazira (BAJ)                                                          | Указ Короля № 46/М от 21.06.1975                                                                      | с 1998 только исламский банкинг | |

## Иностранные банки, действующие через свои филиалы или дочерние банки
В настоящее время в Саудовской Аравии действуют филиалы или дочерние банки 11-ти следующих иностранных банков:
- Gulf International Bank BSC (GIB) — бахрейнский банк, однако 97% акций принадлежит Public Investment Fund (Саудовская Аравия)
- Emirates NBD — банковская группа ОАЭ
- Национальный Банк Бахрейна (National Bank of Bahrain (NBB))
- Национальный Банк Кувейта
- BankMuscat S.A.O.G (Оман)
- Deutsche Bank — получил лицензию на осуществление банковской деятельности в Саудовской Аравии в 2003—2004 гг.
- BNP Paribas — получил лицензию на осуществление банковской деятельности в Саудовской Аравии в 2003—2004 гг.
- JPMorgan Chase N.A. — получил лицензию на осуществление банковской деятельности в Саудовской Аравии в 2003—2004 гг.
- Национальный Банк Пакистана (NBP)
- Государственный банк Индии (SBI)
- T.C. ZIRAAT BANKASI A.S. (Турция)